# Ligue du Sud (États-Unis)
Pour les articles homonymes, voir Ligue du Sud.
La Ligue du Sud (anglais : League of the South) est une organisation américaine promouvant un nationalisme sudiste, visant à garantir davantage d'autonomie pour les États du sud des États-Unis voire une indépendance pour une République du Sud regroupant les États de l'ancienne Confédération à laquelle elle ajoute l'Oklahoma et le Maryland. En plus d'une indépendance ou de l'autonomie du Sud, il s'agit aussi d'un mouvement attaché aux tradition rurales et à la préservation de valeurs conservatrices chrétiennes dont l'objectif est de renouveler la culture américaine en défendant la culture pro-vie, l'économie libérale et les familles nombreuses. Elle se classe parmi les organisations paléo-conservatrices.

## Histoire
Créée en juin 1994 à Tuscaloosa en Alabama sous le nom de Southern League, le nom fut changé en League of the South en 1997 (les droits pour le premier nom étaient possédés par une ligue mineure de baseball). La ligue a été fondée par Michael Hill et un groupe d'une quarantaine de personnes, la plupart intellectuels ou universitaires tels Clyde Wilson, Thomas Fleming et Grady McWhiney, H. K. Edgerton et Charley Reese. L'un des membres les plus connus est Michael Peroutka.

## Positions

### Société
La Ligue s'oopose au marxisme, à l'égalitarisme et au féminisme.

### Économie
La Ligue du Sud fait la promotion du libre marché, s'opposant notamment à la monnaie fiduciaire, à l'impôt sur le revenu des personnes physiques, au système de banque centrale, à la contribution foncière et à la plupart des réglementations étatiques du commerce.